# Китайски пилоти от Формула 1
Тази страница представлява списък, който включва всички китайски пилоти, които са вземали участие в световния шампионат на Формула 1, както техните резултати и статистики.

## Първият китайски пилот участвал във Формула 1
| Година | Дата    | Пилот      | Конструктор       | Голяма награда | Писта  |
| ------ | ------- | ---------- | ----------------- | -------------- | ------ |
| 2022   | 20 март | Гуаню Джоу | Алфа Ромео-Ферари | ГН Бахрейн     | Сакхир |

## Световни шампиони
- Китайски пилот никога не е печелил световната титла.

## Резултати на китайските пилоти във Формула 1
| N |       | Участия | Победи | ПП | НБО | Точки | Подиуми |
| 1 | Китай | 22      | –      | –  | 1   | 6     | –       |
| - | ----- | ------- | ------ | -- | --- | ----- | ------- |

| N | Пилот      | Участия | Победи | ПП | НБО | Точки | Подиуми |
| - | ---------- | ------- | ------ | -- | --- | ----- | ------- |
| 1 | Гуаню Джоу | 22      | –      | –  | 1   | 6     | –       |